# Gijsbert van den Brink
Gijsbert van den Brink (Utrecht, 15 mei 1963) is een Nederlandse theoloog. Sinds 2015 bekleedt hij de University Research Chair voor Theology & Science aan de faculteit der Godgeleerdheid van de Vrije Universiteit Amsterdam. Hij doet onderzoek naar de verhouding van geloof, theologie en (natuur)wetenschap.

## Levensloop
Van den Brink ontving middelbaar onderwijs op het Corderius College te Amersfoort. Daarna volgde hij het basisjaar van de Evangelische Hogeschool in diezelfde stad, om vervolgens theologie te gaan studeren in Utrecht. In 1988 behaalde Van den Brink een master in de godsdienstwijsbegeerte aan de Universiteit Utrecht. In 1993 promoveerde hij cum laude bij Vincent Brümmer op Almighty God. A Study of the Doctrine of Divine Omnipotence. In zijn proefschrift ging Van den Brink onder meer in op de vraag hoe het mogelijk is dat gelovigen in de Bijbel hun God 'almachtig' gingen noemen terwijl ze toch wisten van de aanwezigheid van kwaad in de wereld. Hij draaide hiermee de oude theodicee-vraag op creatieve wijze om: niet 'hoe kan een almachtige en goede God het kwaad toelaten?', maar 'hoe kon/kan men een goede God die het kwaad toelaat als almachtig zien?'
Tijdens zijn promotietraject behaalde Van den Brink het kerkelijk examen van de toenmalige Nederlandse Hervormde Kerk (1990). In datzelfde jaar werd hij docent filosofie aan de Christelijke Hogeschool Ede. Na afronding van zijn promotie werd hij universitair docent godsdienstwijsbegeerte aan de Rijksuniversiteit Groningen (1993-1995) en later (1995-2001) aan de Universiteit Utrecht. Van 1994 tot 2001 was hij daarnaast hervormd predikant in respectievelijk Lelystad en Bilthoven. Nog altijd gaat Van den Brink regelmatig voor in kerkdiensten, met name in de omgeving van zijn woonplaats Woerden.
In 2001 werd Van den Brink universitair docent systematische theologie (dogmatiek) aan de Rijksuniversiteit Leiden. In 2006 werd hij door de Gereformeerde Bond in de Protestantse Kerk in Nederland benoemd tot bijzonder hoogleraar in de geschiedenis van het gereformeerde protestantisme aan de Universiteit Leiden. In 2007 maakte Van den Brink de overstap naar de Vrije Universiteit in Amsterdam, waar hij werkzaam werd als hoofddocent systematische theologie (dogmatiek). In 2011 werd ook zijn leerstoel naar Amsterdam verplaatst. In 2015 verruilde Van den Brink deze leerstoel voor zijn huidige aan de Vrije Universiteit, waar hij in november 2016 benoemd werd tot hoofd van de afdeling Beliefs & Practices. 
Theologisch gezien is Van den Brink afkomstig uit de zogenoemde Utrechtse School. Gaandeweg heeft hij zich echter losgemaakt van de strikt rationele opvatting van theologie-beoefening die daarin gangbaar was, en is hij meer allround systematisch theoloog geworden. Dit blijkt bijvoorbeeld uit het boek Christelijke dogmatiek. Een inleiding (Zoetermeer: Boekencentrum, 2012; 5e druk 2015), een veelgebruikt standaardwerk van meer dan 700 pagina's dat hij samen met zijn VU-collega Kees van der Kooi publiceerde. Sinds 2013 is Van den Brink ook betrokken bij het Abraham Kuyper Center for Science and Religion dat aan de VU gevestigd is, en publiceerde hij regelmatig in het kader van het daar ondergebrachte Templeton-onderzoeksproject 'Science beyond scientism'. In juni 2017 publiceerde hij het boek En de aarde bracht voort, een werk over christelijk geloof en evolutie - sinds vele jaren zoekt Van den Brink naar mogelijkheden om orthodox-christelijke theologie en neodarwiniaanse evolutietheorie samen te denken. Dat onderzoek is in zijn kerkelijke achterban (de Gereformeerde Bond in de Protestantse Kerk in Nederland) en andere orthodox-protestantse stromingen niet onomstreden, maar het belang ervan wordt breed ingezien.
Van den Brink heeft inmiddels diverse boeken op zijn naam staan, evenals een groot aantal publicaties in bundels en vele tientallen artikelen in wetenschappelijke en populaire tijdschriften. Hij is ook maatschappelijk betrokken. Zo was hij onder andere columnist voor het Nederlands Dagblad en lid van de Raad van Advies van IFES. Verder is hij actief geweest voor de ChristenUnie. Hij stond zowel in 2006 als in 2010 als lijstduwer op de kandidatenlijst voor de Tweede Kamerverkiezingen. Ook was hij hulpcoach bij enkele jeugdelftallen van de Woerdense zaterdagamateur Sportlust '46.

## Persoonlijk
Samen met zijn vrouw Gerie-Anne heeft Van den Brink drie kinderen. EO-journalist Tijs van den Brink is een broer van hem.